# ت ع م+08:00
|  | التوقيت     | المنطقة                   |
|  | ----------- | ------------------------- |
|  | ت ع م+2:00  | MSK−1: توقيت كالينينغراد  |
|  | ت ع م+3:00  | MSK:+1 توقيت موسكو        |
|  | ت ع م+4:00  | MSK+1: توقيت سامارا       |
|  | ت ع م+5:00  | MSK+2: توقيت ييكاتيرينبرغ |
|  | ت ع م+6:00  | MSK+3: توقيت أومسك        |
|  | ت ع م+7:00  | MSK+4: توقيت كراسنويارسك  |
|  | ت ع م+8:00  | MSK+5: توقيت إركوتسك      |
|  | ت ع م+9:00  | MSK+6: توقيت ياكوتسك      |
|  | ت ع م+10:00 | MSK+7: توقيت فلاديفوستوك  |
|  | ت ع م+11:00 | MSK+8: توقيت سريدنكوليمسك |
|  | ت ع م+12:00 | MSK+9: توقيت كامشاتكا     |

|  | توقيت شتوي               | توقيت صيفي               | المنطقة |
|  | ------------------------ | ------------------------ | ------- |
|  | ت ع م+08:00 (طوال السنة) | ت ع م+08:00 (طوال السنة) | الغربية |
|  | ت ع م+09:30 (طوال السنة) | ت ع م+09:30 (طوال السنة) | الوسطى  |
|  | ت ع م+09:30              | ت ع م+10:30              | الوسطى  |
|  | ت ع م+10:00 (طوال السنة) | ت ع م+10:00 (طوال السنة) | الشرقية |
|  | ت ع م+10:00              | ت ع م+11:00              | الشرقية |

ت ع م+08:00 (بالإنجليزية: UTC+08:00)‏، هو معرف لمنطقة زمنية تقع قبل التوقيت العالمي المنسق (ت ع م) بثمان ساعات +08، و يستخدم لقياس الوقت.

## التوقيت الرسمي

### طوال السنة
أوروبا
- روسيا – توقيت إركوتسك

آسيا
| ت ع م+07:00 \| |
| ت ع م+08:00 \| |

- منغوليا (الجزء الشرقي)
- الصين
- هونغ كونغ
- بروناي
- تايوان

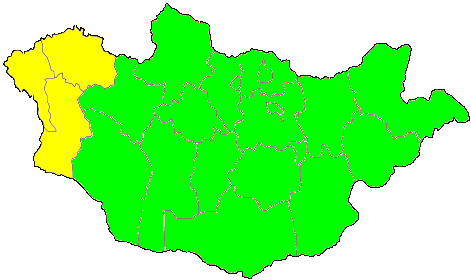
خارطة دولة منغوليا

- إندونيسيا – الجزء الأوسط من الدولة ويشمل:

- بالي
- كالمنتان الشرقية
- كليمنتان الجنوبية
- نوسا تنقارا الغربية
- نوسا تنقارا الشرقية
- سولاوسي

- ماكاو
- ماليزيا
- الفلبين
- سنغافورة
- تيمور الشرقية – (الجزء الغربي من الدولة فقط)
- أستراليا – (الجزء الغربي)